# Vila Chã (Esposende)
Vila Chã es una freguesia portuguesa del concelho de Esposende, con 8,30 km² de superficie y 1.410 habitantes (2001). Su densidad de población es de 169,9 hab/km².